# Nemocapnia japonica
Nemocapnia japonica är en bäcksländeart som beskrevs av Kohno 1953. Nemocapnia japonica ingår i släktet Nemocapnia och familjen småbäcksländor. Inga underarter finns listade i Catalogue of Life.